# L 더바인
L 더바인(L Devine, 1997년 6월 21일 ~ )은 잉글랜드의 싱어송라이터이다.

## 음반 목록

### EP
- Growing Pains (2017)
- Peer Pressure (2018)